# Ennomos cajata
Ennomos cajata är en fjärilsart som beskrevs av Nit 1764. Ennomos cajata ingår i släktet Ennomos och familjen mätare. Inga underarter finns listade i Catalogue of Life.